# Obsidionis Rhodiæ urbis descriptio

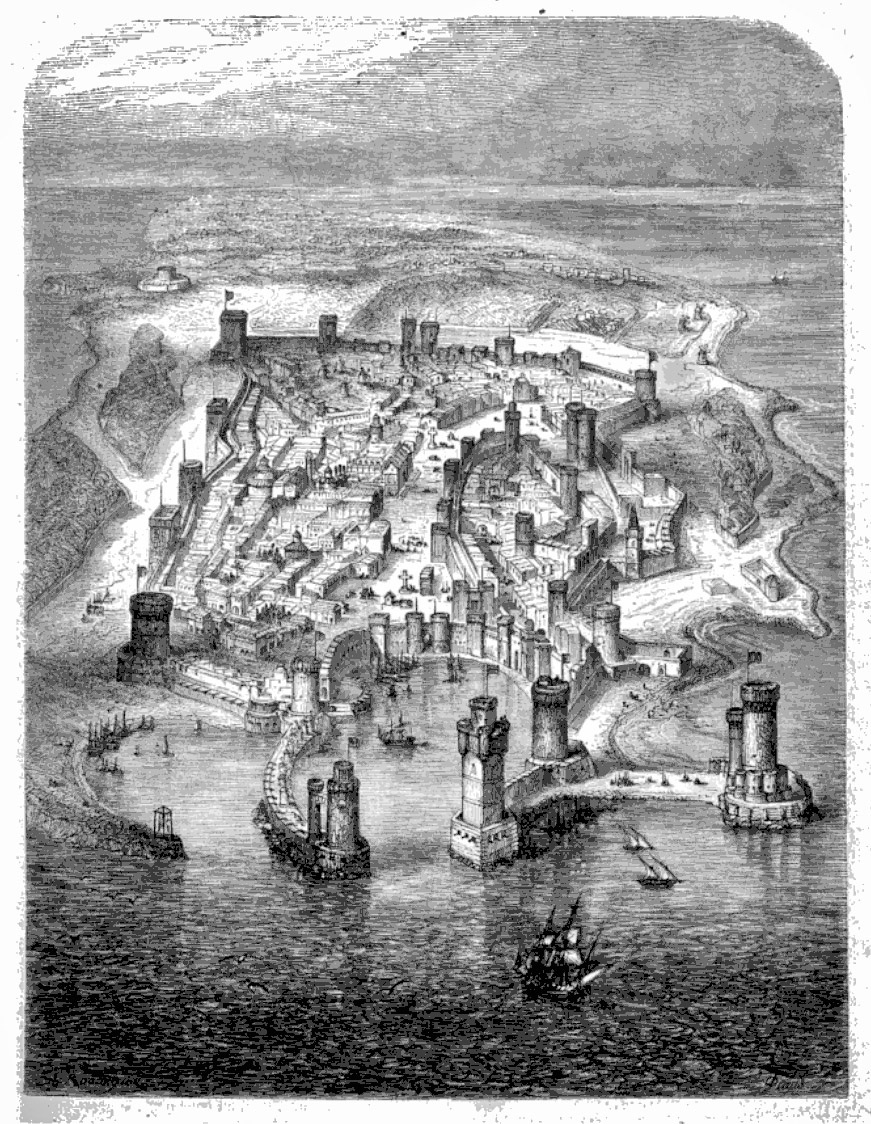
Grabado que representa el asedio de Rodas descrito por Guillaume Caoursin.

Obsidionis Rhodiæ urbis descriptio, es una obra que describe el asedio de 1480 por parte de los otomanos, sobre la isla de Rodas bajo poder de la Orden de San Juan de Jerusalén. La narración fue escrita en latín por Guillaume Caoursin, vicecanciller de la orden y testigo presencial de los hechos.

## Descripción de la ciudad fortificada

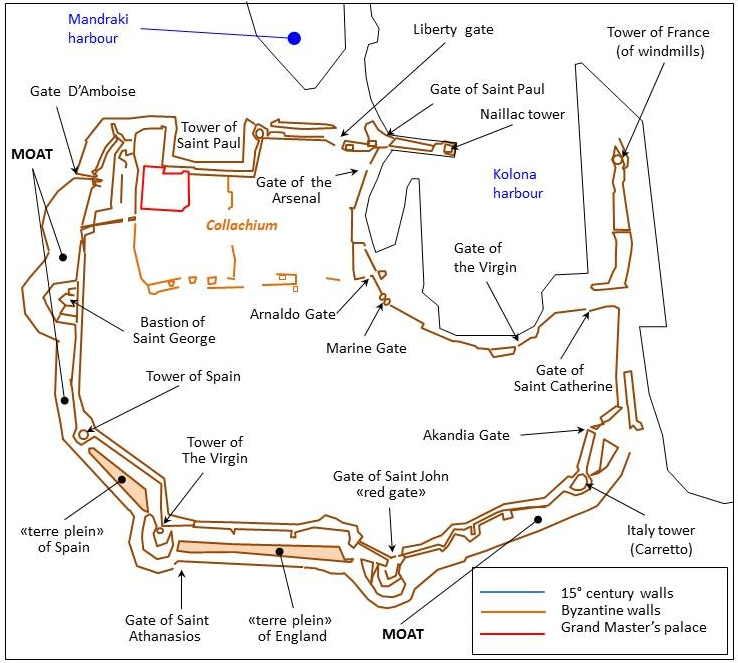
Fortificaciones de Rodas. La torre de Santo Nicolau no sale al plano. El croquis está orientado al Norte. Al suroeste (abajo y a la izquierda) hay la torre de España (o de Aragón), la torre de Santa Maria y, en medio de ambas, la murada de España (o de Aragón).

El estudio de las murallas de Rodas al inicio del asedio de 1480 no es fácil de resumir. Hay un trabajo especializado que analiza varias fortificaciones de la ciudad y los datos de su construcción y modificación. También es posible consultar otro trabajo específico sobre el tema.

### Las lenguas
Desde 1301, los hospitalarios se repartían en lenguas. Inicialmente había siete: Provenza, Auvernia, Francia, Italia, España (conteniendo tres: Aragón, Cataluña y Navarra). El año 1462, la lengua de España fue dividida en dos: Castilla-Portugal y Aragón (Aragón, Cataluña y Navarra), Así quedaron definidas las ocho lenguas tradicionales es decir: Provenza, Auvernia, Francia, Italia, Aragón, Cataluña, Navarra y Castilla-Portugal, a las que se sumarían otras dos Inglaterra y Alemania.
- Según algunas referencias, la lengua de Aragón se denominaba lengua de España. muy diferenciada de la lengua de Castilla y de la de León-Portugal, incluso antes de 1462.[6]

### Disposición de la defensa
Los diversos sectores de la muralla eran defendidos por una lengua concreta. A cargo de la lengua de Aragón había el muro que se extendía entre la torre de España (o torre de Aragón) y la torre de Santa Maria.

### Toponimia
Después del asedio de 1444, las murallas habían sido reforzadas por los grandes priores de la orden. Especialmente por Pere Ramon Sacosta.
La obra Obsidionis Rhodiae menciona algunas partes de las fortificaciones con el nombre de la época:
- Torre de Santo Nicolau[7]
- Torre de España o torre de Aragón[8]
- Torre de Santa María
- Torre de Italia

## Contenido de la obra
El original latín es una descripción relativamente corta del asedio de Rodas de 1480. Un estudio de Albert G. Hauf Y Valls permite la consulta del contenido en catalán. Este estudio incluye el texto original en latín.
- Precedentes del asedio.

- Inicio del asedio.

- Ataque al muro de los judíos.

- Segundo ataque a Santo Nicolau. Destrucción del puente de barcas.

- El traidor Jordi.

- Propuesta otomana de capitulación.

- Asalto final.

- Victoria de los hospitalarios. Llegada de dos naves valencianas.

## Original y traducciones

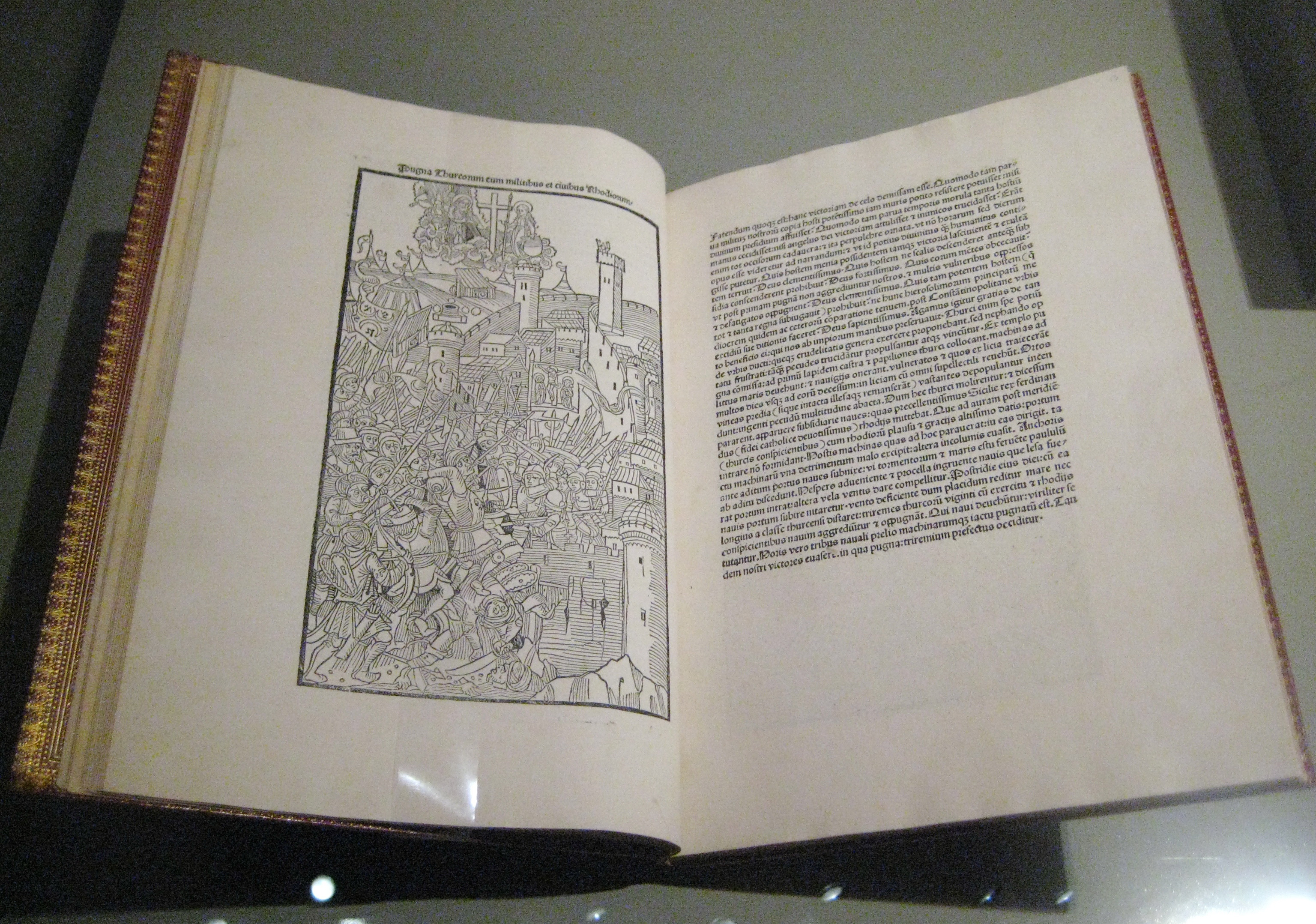
Incunabula (1496)

- Original en latín. Se puede consultar en varias ediciones.
  - Edición de 1480.[10]
  - Edición de 1501.[11]
- Traducción italiana.[12]
- Traducción al inglés antiguo. (Veáis University of Oxford Texto Archive. [TCP] [The siege of Rhodes], en Google Books).
  - Resumen y notas del asedio en inglés.[13]

## Influencias
Obsidionis Rhodiæ urbis descriptio tuvo una gran difusión e influyó en obras posteriores.
- El Liber Elegantiarum de Joan Esteve emplea -como texto docente-, muchas frases del original latín dando una traducción al valenciano.
  - El estudio, mencionado más arriba, de A. Hauf y Valls presenta de manera muy clara las frases originales de Caoursin y la traducción de Joan Esteve.[14]
    - Ejemplo 1: ...globos saxeos rotunditatis palmorum nouem... (pedres de bombarda que han de vogi nou palms)
    - Ejemplo 2: ...Cum enim triremes turrim propugnando, machine saxa iaciunt...(com les galeres combaten la torre, les bombardes tiren)
    - Ejemplo 3: "..Quorum machinarum sonus plerumque ab oppidanis Castelli Rubei auditus est,quod Rhodo centum milibus passuum Orontem versus distat..." (lo so de les bombardes moltes vegades dels que habiten lo Castell Roig se hohia, lo qual és luny cent milles).

- Algunos pasajes del Tirante el Blanco parecen claramente inspirados en el asedio de Rodas de 1480 o, más directamente, en el relato del Obsidionis.
  - Ver Anecdotario de Tirante el Blanco.
    - En el Tirante hay una descripción realista y detallada de una operación militar de sabotaje consistente en la destrucción de una nave enemiga mediante una cuerda delgada, una cuerda gruesa (una "gúmena"), un nadador experto y osado, un cabrestante y otros elementos.[15] El relato indica de forma clara que una cuerda tiene dos cabos.[16]
    - En el sitio de Rodas, según el relato de Caoursin, los turcos hicieron un puente de madera flotante para pasar desde la iglesia de Sant Antonio hasta el muelle. Este puente se tenía que estirar con una gúmena desde un ancla calada cerca del muelle. Uno de los defensores de Rodas se zambullió por la noche, cortó la gúmena y la dejó unida al ancla con un vínculo muy flojo. Cuando los turcos intentaron atar el cabo del puente al muelle, el vínculo se rompió y su intento fracasó.
      - Según el original en latín: A nostris arte cognita, nauta quídam rerum maritimarum non ignarus, noctu vndis se obruit, anchoram soluit, fune cautibus remissius alligato, quiparua vi dissoluatur
      - Según Esteve: ..."coneguda o vista l'art o industria per los nostres, un mariner molt docte en l'art de la mar, de nit nadant davall l'aygua deslligá l'áncora ab una corda fluxament a les roques ligat, lo qual ab pocha forca se soltava o deslligava" (conocido o visto el arte o industria por los nuestros, un marinero muy docto en el arte de la mar, por la noche nadando debajo la agua desató el ancla con una cuerda flojamente a las rocas atada, la cual con poca fuerza se soltaba o desataba.).